# Chilwa Lacus
Il Chilwa Lacus è una struttura geologica della superficie di Titano.